# Morning Star (album)
Pour les articles homonymes, voir Morning Star.
Albums de Entombed
Uprising
(2000) Inferno
(2003)
Morning Star est le septième album studio du groupe de Death metal suédois Entombed. L'album est sorti en janvier 2002 sous le label Koch Records.
Les paroles du titre Chief Rebel Angel contiennent des extraits de dialogues du film L'avocat du Diable.

## Musiciens
- Lars Göran Petrov - chant
- Uffe Cederlund - guitare
- Alex Hellid - guitare
- Jörgen Sandström - basse
- Peter Stjärnvind - batterie

## Liste des morceaux
1. Chief Rebel Angel – 4:40
2. I for an Eye – 3:10
3. Bringer of Light – 4:02
4. Ensemble of the Restless – 2:38
5. Out of Heaven – 3:39
6. Young Man Nihilist – 2:46
7. Year One Now – 1:56
8. Fractures – 3:36
9. When It Hits Home – 2:24
10. City of Ghosts – 2:32
11. About to Die – 2:14
12. Mental Twin – 3:16